# SM-liiga 1993/94
Die Saison 1993/94 war die 19. Spielzeit der SM-liiga. Zum zweiten Mal seit der Gründung der SM-liiga und zum dritten Mal insgesamt wurde Jokerit Helsinki Finnischer Eishockey-Meister.

## Reguläre Saison

### Modus
Jedes Team musste viermal gegen jedes andere Team in der Liga und viermal zusätzlich gegen örtlich nahegelegene Mannschaften spielen. Jedes Spiel bestand aus drei Dritteln à 20 Minuten Spielzeit. Wurde nach der regulären Zeit kein Sieger gefunden, wurde das Spiel als unentschieden gewertet.
Ein Sieg brachte einer Mannschaft zwei Punkte. Ein Unentschieden wurde mit einem Punkt vergütet. Für eine Niederlage gab es keine Punkte.

### Abschlusstabelle
Abkürzungen: Sp = Spiele, S = Siege, U = Unentschieden, N = Niederlagen, T = Tore, GT = Gegentore, TD = Tordifferenz
| Pl  | Mannschaft | Sp | S  | U | N  | T   | GT  | TD   | Punkte |
| --- | ---------- | -- | -- | - | -- | --- | --- | ---- | ------ |
| 1.  | TPS        | 48 | 34 | 0 | 14 | 227 | 124 | +103 | 68     |
| 2.  | Ässät      | 48 | 25 | 7 | 16 | 185 | 148 | +37  | 57     |
| 3.  | Jokerit    | 48 | 26 | 4 | 18 | 181 | 131 | +50  | 56     |
| 4.  | Lukko      | 48 | 26 | 4 | 18 | 165 | 142 | +23  | 56     |
| 5.  | JyP HT     | 48 | 26 | 4 | 18 | 157 | 135 | +22  | 56     |
| 6.  | Ilves      | 48 | 21 | 9 | 18 | 153 | 144 | +9   | 51     |
| 7.  | Tappara    | 48 | 23 | 5 | 20 | 175 | 175 | 0    | 51     |
| 8.  | HIFK       | 48 | 23 | 4 | 21 | 167 | 161 | +6   | 50     |
| 9.  | HPK        | 48 | 23 | 3 | 22 | 167 | 170 | −3   | 49     |
| 10. | KalPa      | 48 | 16 | 5 | 27 | 143 | 170 | −27  | 37     |
| 11. | K-Espoo    | 48 | 13 | 5 | 27 | 138 | 197 | −59  | 31     |
| 12. | Reipas     | 48 | 6  | 2 | 40 | 119 | 280 | −161 | 14     |

### Beste Scorer
Abkürzungen:  T = Tore, A = Assists, SM = Strafminuten
| Pl  | Spieler        | Mannschaft | T  | A  | Punkte |
| --- | -------------- | ---------- | -- | -- | ------ |
| 1.  | Esa Keskinen   | TPS        | 23 | 47 | 70     |
| 2.  | Marko Jantunen | TPS        | 29 | 29 | 58     |
| 3.  | Sami Kapanen   | KalPa      | 23 | 32 | 55     |
| 4.  | Saku Koivu     | TPS        | 23 | 30 | 53     |
| 5.  | Otakar Janecký | Jokerit    | 10 | 42 | 52     |
| 6.  | Jari Korpisalo | Ässät      | 26 | 23 | 49     |
| 7.  | Timo Jutila    | Tappara    | 13 | 36 | 49     |
| 7.  | Pauli Järvinen | Tappara    | 13 | 36 | 49     |
| 9.  | Tomáš Kapusta  | HPK        | 21 | 27 | 48     |
| 10. | Marko Palo     | HPK        | 25 | 22 | 47     |

## Play-offs

### Modus
Die Plätze 1–8 waren für die Play-offs qualifiziert. Für das Halbfinale qualifizierten sich die Mannschaften, die im Viertelfinale gegen ihren Gegner von fünf Spielen die meisten gewonnen hatten. Im Halbfinale wurde ebenfalls nach dem Modus Best-of-5 gespielt. Die Sieger der Halbfinals zogen ins Finale ein, während die Verlierer im kleinen Finale um den dritten Platz spielten. Im Finale wurden wieder fünf Spiele gespielt. Wer die meisten Spiele gewann, war Sieger der Saison. In der Runde um Platz 3 wurde lediglich ein Spiel gespielt.
Die jeweiligen Gegner wurden so zusammengestellt, dass die bestplatzierte Mannschaft gegen die schlechteste spielt, die zweitbeste, gegen die zweitschlechteste, und so weiter.
Ein Spiel dauerte, so wie in der Hauptsaison, insgesamt 60 Minuten. Nach der regulären Zeit wurden Verlängerungen von jeweils 20 Minuten Länge gespielt, bis ein Sieger durch ein entscheidendes Tor gefunden wurde.

### Turnierbaum
|  | Viertelfinale | Viertelfinale |         |         | Halbfinale       | Halbfinale |  |  | Finale | Finale |
|  |               |               |         |         |                  |            |  |  |        |        |
|  |               |               |         |         |                  |            |  |  |        |        |
|  | TPS           | 3             |         |         |                  |            |  |  |        |        |
|  | TPS           | 3             |         |         |                  |            |  |  |        |        |
|  | HIFK          | 0             |         |         |                  |            |  |  |        |        |
|  | HIFK          | 0             | TPS     | 3       |                  |            |  |  |        |        |
|  |               |               | TPS     | 3       |                  |            |  |  |        |        |
|  |               | Tappara       | 1       |         |                  |            |  |  |        |        |
|  | Ässät         | Tappara       | 1       | 2       |                  |            |  |  |        |        |
|  | Ässät         |               |         | 2       |                  |            |  |  |        |        |
|  | Tappara       | 3             |         |         |                  |            |  |  |        |        |
|  |               |               | TPS     | 1       |                  |            |  |  |        |        |
|  |               |               |         | Jokerit | 3                |            |  |  |        |        |
|  | Jokerit       | 3             |         |         |                  |            |  |  |        |        |
|  | Ilves         | 1             |         |         |                  |            |  |  |        |        |
|  | Ilves         | 1             | Jokerit | 3       |                  |            |  |  |        |        |
|  |               |               | Jokerit | 3       | Spiel um Platz 3 |            |  |  |        |        |
|  |               | Lukko         | 1       |         |                  |            |  |  |        |        |
|  | Lukko         | Lukko         | 1       | 3       | Lukko            | 1          |  |  |        |        |
|  | Lukko         |               |         | 3       | Lukko            | 1          |  |  |        |        |
|  | JyP HT        | 1             |         | Tappara | 0                |            |  |  |        |        |
|  | JyP HT        | 1             |         |         | 0                |            |  |  |        |        |
|  |               |               |         |         |                  |            |  |  |        |        |

### Viertelfinale
| TPS – HIFK                     | TPS – HIFK | TPS – HIFK | TPS – HIFK |
| ------------------------------ | ---------- | ---------- | ---------- |
| TPS                            | HIFK       | 4-1        |            |
| HIFK                           | TPS        | 1-2        |            |
| TPS                            | HIFK       | 7-3        |            |
| TPS gewinnt die Runde mit 3:0. |            |            |            |

| Ässät – Tappara                    | Ässät – Tappara | Ässät – Tappara | Ässät – Tappara |
| ---------------------------------- | --------------- | --------------- | --------------- |
| Ässät                              | Tappara         | 3-4             |                 |
| Tappara                            | Ässät           | 5-2             |                 |
| Ässät                              | Tappara         | 7-4             |                 |
| Tappara                            | Ässät           | 4-5             |                 |
| Ässät                              | Tappara         | 1-4             |                 |
| Tappara gewinnt die Runde mit 2:3. |                 |                 |                 |

| Jokerit – Ilves                    | Jokerit – Ilves | Jokerit – Ilves | Jokerit – Ilves |
| ---------------------------------- | --------------- | --------------- | --------------- |
| Jokerit                            | Ilves           | 6-1             |                 |
| Ilves                              | Jokerit         | 1-4             |                 |
| Jokerit                            | Ilves           | 2-3             |                 |
| Ilves                              | Jokerit         | 1-5             |                 |
| Jokerit gewinnt die Runde mit 3:1. |                 |                 |                 |

| Lukko – JyP HT                   | Lukko – JyP HT | Lukko – JyP HT | Lukko – JyP HT |
| -------------------------------- | -------------- | -------------- | -------------- |
| Lukko                            | JyP HT         | 3-1            |                |
| JyP HT                           | Lukko          | 2-1            |                |
| Lukko                            | JyP HT         | 4-1            |                |
| JyP HT                           | Lukko          | 1-4            |                |
| Lukko gewinnt die Runde mit 3:1. |                |                |                |

### Halbfinale
| TPS – Tappara                  | TPS – Tappara | TPS – Tappara | TPS – Tappara |
| ------------------------------ | ------------- | ------------- | ------------- |
| TPS                            | Tappara       | 6-4           |               |
| Tappara                        | TPS           | 3-1           |               |
| TPS                            | Tappara       | 6-3           |               |
| Tappara                        | TPS           | 2-4           |               |
| TPS gewinnt die Runde mit 3:1. |               |               |               |

| Jokerit – Lukko                    | Jokerit – Lukko | Jokerit – Lukko | Jokerit – Lukko |
| ---------------------------------- | --------------- | --------------- | --------------- |
| Jokerit                            | Lukko           | 2-0             |                 |
| Lukko                              | Jokerit         | 0-5             |                 |
| Jokerit                            | Lukko           | 0-4             |                 |
| Lukko                              | Jokerit         | 1-2 n. V.       |                 |
| Jokerit gewinnt die Runde mit 3:1. |                 |                 |                 |

### Dritter Platz
| Lukko – Tappara       | Lukko – Tappara | Lukko – Tappara | Lukko – Tappara |
| --------------------- | --------------- | --------------- | --------------- |
| Lukko                 | Tappara         | 3-2 n. V.       |                 |
| Lukko gewinnt Bronze. |                 |                 |                 |

### Finale
| TPS – Jokerit                                                 | TPS – Jokerit | TPS – Jokerit | TPS – Jokerit |
| ------------------------------------------------------------- | ------------- | ------------- | ------------- |
| TPS                                                           | Jokerit       | 4-1           |               |
| Jokerit                                                       | TPS           | 3-0           |               |
| TPS                                                           | Jokerit       | 1-2           |               |
| Jokerit                                                       | TPS           | 3-2 n. V.     |               |
| Jokerit gewinnt die Meisterschaft mit 3:1. TPS erhält Silber. |               |               |               |

### Finnischer Meister
| Finnischer Meister Jokerit Helsinki | Torhüter: Allain Roy, Ari Sulander Verteidiger: Erik Hämäläinen, Waltteri Immonen, Kari Martikainen, Janne Niinimaa, Heikki Riihijärvi, Ari Salo, Mika Strömberg Angreifer: Otakar Janecký, Juha Jokiharju, Rami Koivisto, Mikko Konttila, Juha Lind, Timo Norppa, Timo Saarikoski, Keijo Säilynoja, Raimo Summanen, Antti Törmänen, Petri Varis, Jali Wahlsten, Juha Ylönen Cheftrainer: Hannu Aravirta |

### Beste Scorer
Abkürzungen: T = Tore, A = Assists
| Pl | Spieler        | Mannschaft | T  | A | Punkte |
| -- | -------------- | ---------- | -- | - | ------ |
| 1. | Jere Lehtinen  | TPS        | 11 | 2 | 13     |
| 2. | Jiří Kučera    | Tappara    | 7  | 5 | 12     |
| 3. | Saku Koivu     | TPS        | 4  | 8 | 12     |
| 4. | Janne Ojanen   | Tappara    | 2  | 9 | 11     |
| 5. | Pauli Järvinen | Tappara    | 5  | 5 | 10     |

## SM-liiga-Qualifikation
Reipas Lahti musste seine Position in der SM-liiga gegen die drei besten Mannschaften aus der Mestis verteidigen. Es galt der gleiche Modus, wie in der regulären Saison, nur dass jedes Team zweimal anstatt viermal gegen jedes andere Team spielen musste.
Abkürzungen: Sp = Spiele, S = Siege, U = Unentschieden, N = Niederlagen, T = Tore, GT = Gegentore, TD = Tordifferenz
| Pl | Mannschaft | Sp | S | U | N | T  | GT | TD | Punkte |
| -- | ---------- | -- | - | - | - | -- | -- | -- | ------ |
| 1. | TuTo       | 6  | 4 | 0 | 2 | 24 | 25 | −1 | 8      |
| 2. | SaiPa      | 6  | 3 | 0 | 3 | 24 | 22 | +2 | 6      |
| 3. | Jokipojat  | 6  | 2 | 1 | 3 | 28 | 25 | +3 | 5      |
| 4. | Reipas     | 6  | 2 | 1 | 3 | 19 | 23 | −4 | 5      |

TuTo Hockey stieg für Reipas Lahti in die SM-liiga auf.

## Auszeichnungen

### Trophäen
| Auszeichnung                    | Gewinner          | Team    |
| ------------------------------- | ----------------- | ------- |
| Aarne-Honkavaara-Trophäe        | Marko Jantunen    | TPS     |
| Aaro-Kivilinna-Gedenk-Trophäe   |                   | Tappara |
| Harry Lindbladin muistopalkinto |                   | TPS     |
| Jari-Kurri-Trophäe              | Ari Sulander      | Jokerit |
| Jarmo Wasaman muistopalkinto    | Juha Lind         | Jokerit |
| Kalevi-Numminen-Trophäe         | Wladimir Jursinow | TPS     |
| Kanada-malja                    |                   | Jokerit |
| Kultainen kypärä                | Esa Keskinen      | TPS     |
| Lasse-Oksanen-Trophäe           | Esa Keskinen      | TPS     |
| Matti-Keinonen-Trophäe          | Alexander Smirnov | TPS     |
| Pekka-Rautakallio-Trophäe       | Petteri Nummelin  | TPS     |
| Pentti-Isotalo-Trophäe          | Janne Rautavuori  | –       |
| Raimo-Kilpiö-Trophäe            | Tero Lehterä      | K-Espoo |
| Unto-Wiitala-Trophäe            | Kari Nieminen     | –       |
| Urpo-Ylönen-Trophäe             | Kari Takko        | Ässät   |
| Veli-Pekka-Ketola-Trophäe       | Esa Keskinen      | TPS     |

### All-Star-Team
| Tor          | Jarmo Myllys (Lukko)  | Jarmo Myllys (Lukko)  | Jarmo Myllys (Lukko)  | Jarmo Myllys (Lukko)  | Jarmo Myllys (Lukko)  | Jarmo Myllys (Lukko)  |
| Verteidigung | Marko Kiprusoff (TPS) | Marko Kiprusoff (TPS) | Marko Kiprusoff (TPS) | Timo Jutila (Tappara) | Timo Jutila (Tappara) | Timo Jutila (Tappara) |
| Sturm        | Sami Kapanen (KalPa)  | Sami Kapanen (KalPa)  | Esa Keskinen TPS      | Esa Keskinen TPS      | Mika Alatalo (Lukko)  | Mika Alatalo (Lukko)  |